# Todor Avramović
Todor Avramović (18. század) tanár, iskolaigazgató. Néha Avramovics Tódor illetve Teodor Avramovic néven is említik.
A nagyváradi kerület ortodox román népiskoláinak igazgatója volt. Halálát Szinnyei 1815 előttre teszi. 1790-ben Bécsben német-szerb és szerb-német szótára jelent meg Deutsch und illyrisches Wörterbuch/Německij i serbskij slovar' na potrebu serbskago címmel Josef von Kurtzbeck kiadásában.